# Sumarreheide
Sumarreheide (Nederlands: Suameerderheide) is een buurtschap in de gemeente Tietjerksteradeel in de Nederlandse provincie Friesland. De buurtschap valt onder het dorpsgebied van Suameer, waar het ook naar vernoemd is.
De plaats ligt direct ten zuidwesten van de weg Drachten-Dokkum. Het is een landelijk plaatsje met boerderijen en andere vrijstaande huizen die voor een deel enkel via onverharde wegen bereikbaar zijn.
Tot begin 20e eeuw woonde de meeste bewoners van Sumarreheide in spitketen, feitelijk plaggenhutten. In 1916 werden de 10 stenen huizen gebouwd. Dit nieuwe buurtje werd lokaal 'Hûzestreek' genoemd maar kreeg later de benaming 'Lytse Buorren'. Later volgde ook andere verbeterde woningen en boerderijen, zoals onder meer de boerderij De Heidepleats. Anno 2016 kent Sumarreheide zo'n 40 woningen.

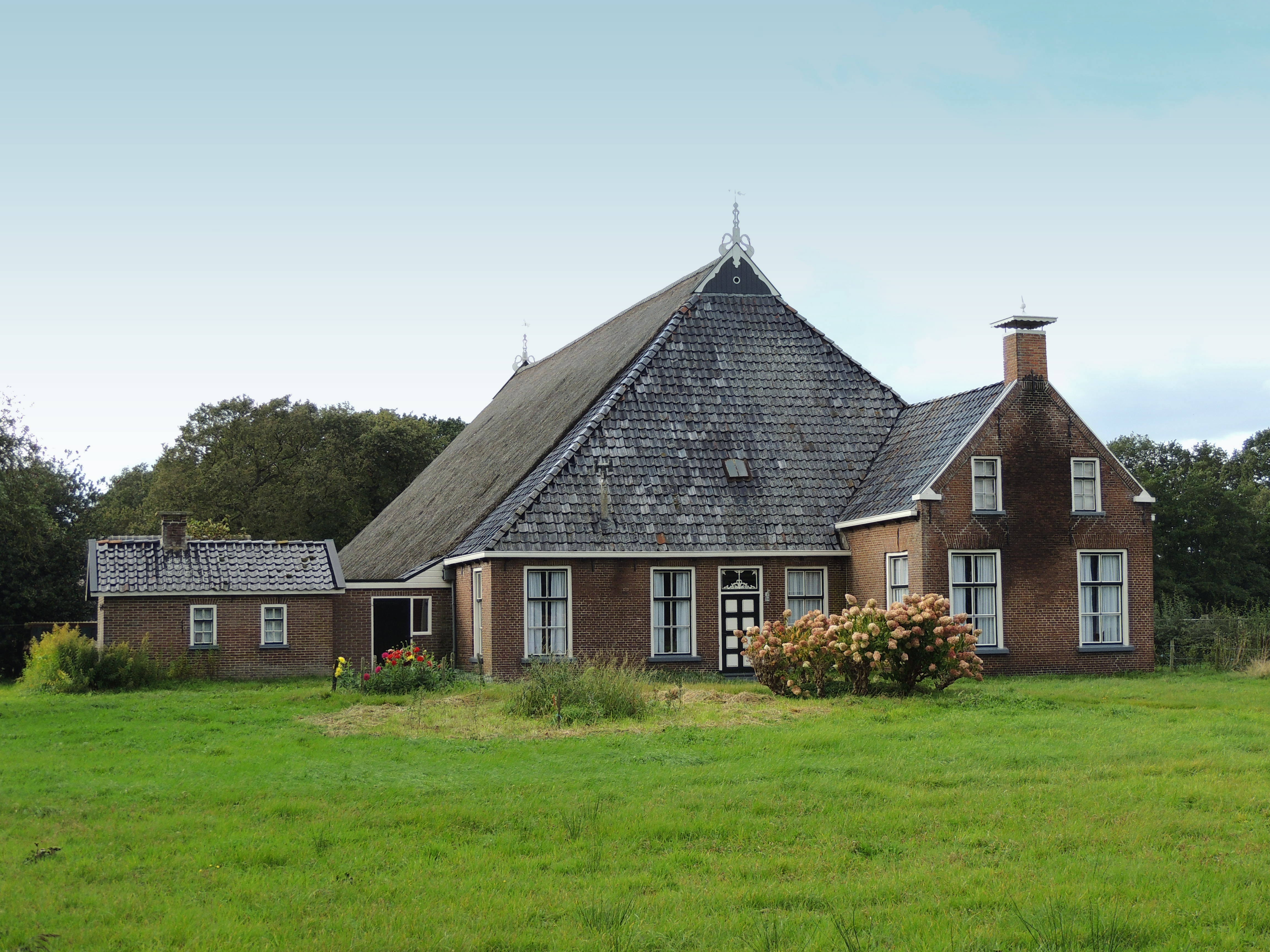
Boerderij De Heidepleats

Steden, dorpen en gehuchten: Bartlehiem (deels) · Bergum · Eastermar · Eernewoude · Eestrum · Garijp · Giekerk · Hardegarijp · Molenend · Noordbergum · Oenkerk · Oudkerk · Rijperkerk · Suameer · Suawoude · Tietjerk · Veenwoudsterwal (deels) · Wijns

Buurtschappen: De Joere · Giekerkerhoek · Hoogzand · Iniaheide · Kleinegeest · Kuikhorne (deels) · Noordermeer · Quatrebras · Schuilenburg · Siegerswoude · Sumarreheide (Suameerderheide) · Tergracht (deels) · Witveen · Zevenhuizen · Zwartewegsend

Friesland: Steden en dorpen      Nederland: Provincies · Gemeenten